# 加藤和恵 (女優)
加藤 和恵（かとう かずえ、1932年6月8日 - ）は、日本の元女優。本名は土井加恵。東京都出身。劇団新派に所属していた。
2012年から映像コンテンツ権利処理機構に連絡のとれない権利者として掲載されている。

## 出演

### 映画
- 香華（1964年、松竹） - 桔梗

### テレビドラマ
- 早春（1957年、NTV）
- 深川安楽亭（1957年、NHK）
- 東芝日曜劇場
  - 第72話「源氏物語」（1958年、KR）
  - 第84話「星まつり」（1958年、KR）
  - 第102話「兄いもうと」（1958年、KR）
  - 第110話「皇女和の宮」（1959年、KR）
  - 第120話「華やぐいのち 老妓抄から」（1959年、KR）
  - 第147話「航跡雲」（1959年、KR）
  - 第446話「女と味噌汁」（1965年、TBS）
  - 第949話「女ふたり」（1975年、TBS）
- 東芝家族劇場 春宵（NET）
- 羽衣の女（1959年、NHK）
- 残菊物語（1959年、NHK）
- NECサンデー劇場 （NET）
  - 防風林（1960年）
  - 鵬屋春琴（1961年）
  - ある晴れた日に（1961年）
- 花の生涯（1963年、NHK） - 政千代
- 夫を成功させる法 きめ手ここにあり（1963年、NET）
- 多助江戸日記-塩原多助一代記より-（1963年、NHK）
- 夫婦茶碗（1964年、NHK）
- 事件記者（1964年、NHK）
- 甲州遊侠伝 俺はども安 第15話「無頼の掟」（1965年、CX）
- 特別機動捜査隊 （NET）
  - 第192話「二十歳」（1965年） - 髙島佳枝
  - 第267話「焔の丘」（1966年） - 幸子
  - 第321話「八人の女」（1967年） - 文子
  - 第622話「刑事対検事」（1973年） - 花子
- 七人の刑事（1965年、TBS）
- 女と味噌汁（1965年、TBS）
- 長流（1965年 - 1966年、YTV）　第一部・主演
- 風 （TBS）
  - 第12話「百万両の腕」（1967年）
  - 第40話「刀の中の顔」（1968年） - 池田つる代
- 剣 第37話「俺は陰陽師」（1967年、NTV）
- 平四郎危機一発 第26話（1968年、TBS）
- あたしとあなた（1968年、TBS）
- ナショナル・ゴールデン・スペシャル・シリーズ かげろう（1968年、TBS）
- 鬼平犯科帳 第44話「おみよは見た」（1970年、NET / 東宝） - お八重
- 鬼平犯科帳'75 第21話「盗賊人相書」(1975年、NET） - お八重
- 新三匹の侍 第7話「荒馬娘が吠える町」（1970年、CX） - お梶
- 女の顔（1971年、12ch）
- 大江戸捜査網  第2シリーズ 第35話「殺し屋がやって来る!」（1972年、12ch）
- ライオン奥様劇場
  - 徳川の夫人たち（1974年、CX） - 藤尾
  - 愛染かつら（1974年、CX） - 藤田さだ枝
- 華麗なる一族（1974年、TBS）
- 元禄太平記（1975年、NHK）
- 右門捕物帖（1975年、NET）
- 池田大助捕物日記（1975年、CX）
- 夜明けの刑事（1975年、TBS）
- 銭形平次 第482話「手裏剣を打つ女」（1975年、CX） - 小春太夫
- 非情のライセンス 第51話「優雅な兇悪」（1975年、NET）
- 事件ファイル110 甘ったれるな 第2話「十八歳・自殺の謎」（1976年、TBS） - 賀川雪子
- 俺たちの旅 第40話「やさしさだってあるのです」（1976年、NTV）
- あかんたれ（1977年、CX）
- おせん（1977年、TBS）
- 女の家庭（1978年、CX）
- 江戸プロフェッショナル 必殺商売人 第24話「罠にはまって泣く主水」（1978年、ABC / 松竹） - おはん
- 平岩弓枝ドラマシリーズ （CX）
  - 下町のおんなシリーズ・風子（1978年）
  - 「日本のおんなシリーズ・茜の女」（1979年）
  - 「嫁の座」（1982年 - 1983年）
- 女弁護士 朝吹里矢子 天使の証言（ANB、1978年）
- ポーラテレビ小説
  - おりん 東京開化綺談（1979年、TBS）
  - 千春子（1983年、TBS）
- 半七捕物帳（ANB、1979年）
- 土曜ナナハン学園危機一髪 わかってほしい!（1980年、CX）
- 御宿かわせみ（1980年、NHK）
- 愛は海鳴りのごとく（1981年、NTV）
- 花王愛の劇場 / 燃える命（1981年、TBS）
- 女商一代 やらいでか!（1981年、CX） - おせい
- 2年B組仙八先生（1981年、TBS） - 千野朔子の母
- 同心暁蘭之介（1982年、CX）
- 嫁の座（1982年、CX）
- 特捜最前線 第358話「単身赴任殺人事件!」（1984年、ANB）
- わたしの姑ばなれ（1984年、THK）
- 人妻捜査官 第7話「疑惑!?狙われた女教師の沈黙」（1984年、ABC）
- 金曜女のドラマスペシャル / 真夜中の脅迫者（1985年、CX）
- 土曜ワイド劇場（ANB）
  - 幻の結婚式（1985年）
  - 目撃証言を頼んだ女（1991年）

### 舞台
- 挽歌